# 市川智茂
市川 智茂（いちかわ ともしげ、1962年 - ）は、日本の漫画家。男性。長野県出身。AB型

## 概要
江川達也のアシスタントを経て、1990年『コミックモーニング』（講談社）にて「誰も貴方を愛していない」でデビュー。代表作に「火災調査官ナナセ」（原作・橋本以蔵、新潮社）、「蛍のレシピ　美食探偵ホームズの事件簿」（原作・まりあ志優、双葉社）、「ででんがデンスケ」（双葉社）、等がある。

## 作品リスト

### 連載
- 平成ダイアモンズ（リイドコミック、1994年、全1巻、リイド社）
- モンキービジネス（リイドコミック、1995年、全3巻、リイド社）
- ででんがデンスケ（漫画アクション、1996年12月10日号 - 1998年、全4巻、双葉社）
- 無頼漢（ヤングキング、1998年2月2日号 - 1999年、全2巻、少年画報社）
- 南篠崎探偵事務所（月刊ヤングキング、少年画報社）
- 愛してお父さん♡（別冊週刊漫画TIMES、芳文社）
- ナデシコ平九郎（ヤングキング、2000年5月15日号 - 2000年7月3日号、少年画報社）
- カリフラワー（近代麻雀、2001年5月1日号 - 2001年9月1日号、竹書房）
- 蛍のレシピ　美食探偵ホームズの事件簿（原作：まりあ志優、アクションピザッツ、2001年8月4日号 - 2002年5月3日号、全1巻、双葉社）
- 出動!!スロマガ攻略軍団（監修：スロマガ攻略軍団、パチスロ攻略マガジンスロマガコミック７、2003年 - 2005年10月15日号、全2巻、双葉社）
- ラブホで逢いましょう（月刊ヤングマン、 三和出版）
- OH!バケ・リターンズ（漫画パチスロ大連勝、日本文芸社）
- ガチスロ部★体育会系（漫画パチスロ大連勝、日本文芸社）
- 牛乳アンタッチャブル（原作：戸梶圭太、漫画アクション、2004年11月19日 - 2005年4月5日号、全2巻、双葉社）
- 火災調査官ナナセ（原作：橋本以蔵、週刊コミックバンチ、2005年9月9日号 - 2007年、全7巻、新潮社）
- ギアな風牌（原作：来賀友志、プレイコミック、2008年5号〜18号）
- Very坊主！（原作：桜小路むつみ、漫画サンデー、2010年6月22日 - 2010年11月23日号、 実業之日本社）

### Web漫画
- Webディレクター　江口明日香が行く[2] （原作：株式会社サーフボード、2009年～2011年、ASCII.jp Web Professional、アスキー・メディアワークス）

### 学習まんが
- 週刊マンガ世界の偉人 第21号「キング牧師」（朝日新聞出版）
- 週刊 なぞとき　3号　「ガリレオのなぞとき大冒険　『恐竜の正体に迫れ！』」（監修：平山　廉、2014年5月11日号、朝日新聞出版）
- 週刊 なぞとき　23号　「ガリレオのなぞとき大冒険　『洞窟を探検しよう！』」（監修：近藤純夫、2014年10月5日号、朝日新聞出版）
- 弥生時代へタイムワープ(歴史漫画タイムワープシリーズ通信編1)(シナリオ：泉ひろえ、2016年3月、朝日新聞出版）
- 平安時代へタイムワープ (歴史漫画タイムワープシリーズ通信編5)(シナリオ：泉ひろえ、2016年10月、朝日新聞出版）
- 大江戸文化へタイムワープ(歴史漫画タイムワープシリーズテーマ編３)(シナリオ：泉ひろえ、2017年11月　朝日新聞出版）
- 伊達政宗へタイムワープ（歴史漫画タイムワープシリーズ伝記編２)(シナリオ：河西久実、2023年3月　朝日新聞出版）

### 健康漫画
- マンガでかんたん！　酒井式　腰痛解消ストレッチ　　（酒井慎太郎（著）／ 市川智茂（漫画）2020年7月30日、学研プラス）

### 描き下ろし
- 南風にドラが舞う　（原作：國吉卓爾、2020年2月10日、珠出版）
- 鏡川〈かがみがわ〉（原作：國吉卓爾、2023年5月27日、珠出版）

### 読切
- 誰も貴方を愛していない（コミックモーニング、1990年2月15日号、講談社）
- 東京プリーズ（リイドコミック、1991年、リイド社）
- ハイ！ハイ！ハイ！（コミックギルド、1995年創刊3号、勁文社）
- 永遠の幻想（リイドコミックセレクション増刊、1995年、リイド社）
- ワイルドに行こう！！(まんがタイムコミック、1996年8月号増刊、芳文社）
- おはよう　こんにちは　さようなら（ヤングキング増刊エトランゼ、1997年11月10日号、少年画報社）
- オヤジの牌（近代麻雀、1998年2月号、竹書房）
- フルーツ（ヤングキング増刊エトランゼ、1998年、少年画報社）
- 南篠崎探偵事務所 事件ファイル（ヤングキング増刊エトランゼ、1998年5月11日号）
- Mr.グッド棒を探して（アクション増刊、1998年、双葉社）
- 男たちの旅路（アワーズライト、2000年、少年画報社）
- ストップお姉さま!!(コミックボナンザ、2000年、全2話、双葉社）
- 市長極道（原作：平井りゅうじ、娯楽王、2000年、2話ぶんか社）
- 娯楽の殿堂　フリー雀荘『フェローズ』物語（近代麻雀、2001年1月1日号 - 2001年2月1日号、全3話、竹書房）
- 青春！轟厨房（リイドコミック爆、2001年、リイド社）
- 穴の女（漫画アクション、 2001年5月8・15日合併号 - 2001年5月22日号、全2話、双葉社）
- スロの壁（漫画パチスロミリオンキング、大都社）
- キャットファイター乱（娯楽王、全2話、ぶんか社）
- 代打主婦　火美子（近代麻雀オリジナル、全2話、竹書房）
- キャバクラ嬢　キリコ（コミックパチンカーワールド、全2話、白夜書房）
- 半神（あしゅら）（スーパーロボットコミック　マジンガーアンソロジー、2002年、双葉社）
- ダイターン3アンソロジー　『レイカより愛をこめて』（スーパーロボットマガジンVol.2、2001年9月、双葉社）
- 80’sスパロボアンソロジー　超獣機神ダンクーガ『THE WAY WE ARE』（スーパーロボットマガジンVol.6、双葉社）
- 超人伝説ギャラクティカイザー （月刊コミック ラッシュ 10号、2007年、ジャイブ）

### 映像参加作品
- 劇場版猫侍（画コンテ、2014年）
- ウルトラマンギンガS（画コンテ[3]、2014年）
- ウルトラマンX（画コンテ[4]、2015年）
- 劇場版 ウルトラマンX きたぞ!われらのウルトラマン (画コンテ[5]、2016年3月12日公開）
- ウルトラマンオーブ（画コンテ、2016年）
- ウルトラマンオーブ THE ORIGIN SAGA（画コンテ、2016年）
- ウルトラマンジード（画コンテ[6]、2017年）

## 師匠
- 江川達也